# Bundesweite Intensiv-Pflege-Gesellschaft
Die Bundesweite Intensiv-Pflege-Gesellschaft mbH (Eigenschreibweise: bipG) ist ein ambulanter Intensivpflegedienst mit Sitz in Hannover. Seit 2006 widmet sich das Unternehmen bundesweit der häuslichen Intensivpflege und Heimbeatmung von pflege- und betreuungsbedürftigen Menschen.

## Geschichte
Die bipG entstand 2006 aus dem 2004 gegründeten Pflegedienst Dr. Rieke & Team in Hannover. Seit 2007 kooperiert das Dienstleistungsunternehmen mit dem Case & Psychosozialmanagement Konsensis. 2010 wurde der Firmenname und die Rechtsform von Dr. Rieke & Team zur bipG – Bundesweite Intensiv-Pflege-Gesellschaft mbH geändert. Seit 2012 ist es neben 15 anderen Intensivpflegediensten Mitglied der Deutschen Fachpflege Gruppe. 2013 eröffnete das Unternehmen seine erste Intensivpflege-Wohngemeinschaft in Friedberg (Bayern).  2014 erreichte die bipG eine Mitarbeiteranzahl von 1000. Der Medizinische Dienst der Krankenversicherung bescheinigte 2016 der bipG eine sehr gute Pflegequalität (Gesamtnote 1,1). 2017 eröffnete das Unternehmen eine zweite Intensivpflege-Wohngemeinschaft in Hannover; mittlerweile bestehen Wohngemeinschaften in 10 verschiedenen Regionen.  Mitte 2017 beschäftigte die bipG rund 1200 Mitarbeiter und betreute ca. 180 Patienten.
Die operative Geschäftsführung haben Joachim Oberhansberg und Alexander Dik, die strategische Dan Litvan, Michail Gershanovych und Maxim Rogover inne. Die bipG ist Mitglied der Deutschen Fachpflege Holding.